# Giübin
Der Giübin ist ein 2776 m ü. M. hoher Berg auf der Grenze der Schweizer Kantone Uri und Tessin. Der Aufstieg auf den Giübin hat den Schwierigkeitsgrad T2. Über den Gipfel verläuft der Vier-Quellen-Weg.

## Lage und Umgebung
Nordwestlich des Giübins liegen der Sellapass und der Lago della Sella, im Süden die Ortschaft Airolo. Der Giübin ist zuhinterst im Unteralptal.
| \| \| |
|       |

Lage des Giübins in der Gotthard-Gruppe in den Alpen.

## Karte
- Landeskarte der Schweiz 1:25'000, Blatt 1252, Ambri-Piotta